# Њирабрањ
Њирабрањ (мађ. Nyírábrány) град је у Мађарској. Њирабрањ је један од градова у оквиру жупаније Хајду-Бихар.

## Географско положај
Покрива површину од 55,62 km2 (21 sq mi) и има популацију од 3.777 људи (2015).
Налази се на североисточном ободу жупаније, тик уз мађарско-румунску државну границу, око 30 километара од Дебрецина. Насеље са површином од 5.571 хектара (55,7 км2) у природно-географском смислу припада подрегији Јужни Ниршег, а такође је део пејзажа и насеља Лигетаља формираног на историјским и топографским основама. Њена територија чини североисточни део алувијалне конусне равни предела Дел Њиршег, налази се на 100-162 метра надморске висине, прекривене живим песком који се преноси ветром, где су се у широком појасу формирале бразде ветра и мања дефлациона удубљења. У дивљим пределима, велике параболичне и граничне грбе су типични облици рељефа.
Клима му је умерено топла и умерено сува. Годишњи садржај сунчеве светлости је приближно 2.000 сати, средња годишња температура је 9,6-9,8 °C, годишња количина падавина је 600 mm. Има микроклиму, флору и фауну типичне за Њиршег као пејзажну целину. Са хидрографске тачке гледишта, иако припада сливном подручју реке Беретћо, насеље је у основи суво и нема површинску воду.

## Историја
Настанак делова насеља који чине данашњи Њирабрањи сежу у доба мађарских освајања ових предела, све до времена пре најезде Татара. Село је било у власништву породице Гуткелед пре инвазије Татара (историју околног региона углавном су дуго одредиле аквизиције ове породице, на целој територији тадашњих округа Саболч и Бихар. Први писани помен насеља датира из 1279. године, када је после смрти власника села без наследника оно такође пало у руке породицама Баторија и Саколија из породице Гуткелед.
Његови насеобински делови су, пре 1320. године, дати манастиру Адони, а тада је већ село било опустошено. Проблеми се настављају чињеницом да су га 1326. године опљачкали и спалили непријатељи породице власника, због чега се његов свештеник не налази у папским десетинама.
Село је пресељено око 1340. године, и било је спојено са суседним Кишбатором 1355. године. По свецу заштитнику цркве 1374. године, добила је име Сентабрани, Сентђерђбрани. Према другом извору, име села потиче од личног имена библијског Аврама Темеље њене полигоналне цркве, светилишта из 19. века, ископао је 1924. године, Лајош Золтаји. Постоји и податак да се 1441. звао Нађабрањи, а 1446. године Њирабрани.  Пре 1448. делови су били у власништву породице Вардај а 1552. године чланова породица Баторија и Борнемиша.
Од 1990. године насеље организује свој живот као самостална велика општина са својим кабинетом градоначелника и службеником.
Године 2003. реновиран је гранични прелаз Њирабрани. Путници могу да пређу границу Мађарске и Румуније на путу са по четири траке. Најсавременији инструменти пуштени су у рад у савременој кабини за обраду пасоша и у пространој, модерној троспратници.

## Становништво
2001. године, 96% становништва насеља изјаснило се да су Мађари, 3% Роми и 1% Румуни.
Током пописа 2011. 86,3% становника се изјаснило као Мађари, 7,7% као Роми, 0,4% као Немци и 0,9% као Румуни (13,6% се није изјаснило, због двојног идентитета, укупан број већи може бити на 100 %). 
Верска дистрибуција је била следећа: римокатолици 20,6%, реформатори 15,6%, гркокатолици 33%, неденоминациони 7% (22,8% није одговорило).